# Stenocercus bolivarensis
Stenocercus bolivarensis là một loài thằn lằn trong họ Tropiduridae. Loài này được Castro & Ayala mô tả khoa học đầu tiên năm 1982.